# Astragalus talassicus
Astragalus talassicus är en ärtväxtart som beskrevs av Mikhail Grigoríevič Popov. Astragalus talassicus ingår i släktet vedlar, och familjen ärtväxter. Inga underarter finns listade i Catalogue of Life.